# Nathan Deakes
Nathan Deakes, född 17 augusti 1977, är en australisk friidrottare (gångare).
Deakes slog igenom vid Samväldesspelen 2002 då han vann både 20 km gång och 50 km gång. Samma bedrift genomförde han vid Samväldesspelen 2006. Deakes blev även bronsmedaljör vid OS 2004 på 20 km gång. Deakes största merit var segern vid VM i Osaka 2007 då han vann 50 km gång.

### Webbkällor
- Fakta på IAAFs hemsida